# Laguna de los Cisnes (Santa Cruz)
La laguna de los Cisnes es un pequeño lago en la Argentina. Se encuentra ubicado en el departamenton Río Chico, en la provincia de Santa Cruz, Patagonia.

## Geografía
La laguna se extiende de norte a sur en una longitud de 4,2 kilómetros, una altitud de 622 metros. Cubre un área de aproximadamente 4,5 km². Está situado a unos 27 kilómetros al este-sureste de la localidad de Bajo Caracoles y menos de 40 km del sitio de la Cueva de las Manos en el cañón del Río Pinturas, yacimiento prehistórico declarada Patrimonio de la Humanidad.
Es alimentado por el río Olnie, emisario del lago Olnie II, alimentados por las lluvias en la parte oriental del Cerro Belgrano (de 1961 metros).
La laguna forma parte de un sistema endorreico, que incluye al río Olnie, que se abre en la costa sureste y, a través de ella, elimina el exceso de agua de manera intermitente hacia la laguna Olin. Este tramo suele ser seco, pero se llena especialmente durante los períodos de inundaciones o de años húmedos. Este sistema permite que tanto el vaciado regular de los lagos Olnie I y Olnie II y de la laguna de los Cisnes y evita que las sales que se acumulen. 